# Tingidae
Tingidae é uma família de pequenos hemípteros sugadores da subordem dos heterópteros que se alimentam de plantas. A família agrupa cerca de 2 350 espécies repartidas por 280 géneros em 3 subfamílias.

## Descrição
São minúsculos insectos de coloração acinzentada com de 2 a 5 mm de comprimento. Apresentam como característica distintiva a forma da cabeça e o desenho da parte superior das asas. O protuberância onde se inserem as antenas é uma estrutura em forma de capuz sobre a cabeça. Carecem de ocelos.
Ocorrem sobre as espécies vegetais de que se alimentam, preferindo as plantas herbáceas. Algumas espécies são utilizada para o controlo biológico de plantas infestantes.

## Géneros
A família Tingidae inclui os seguintes géneros:
- Acalypta
- Acanthocheila
- Alveotingis
- Atheas
- Calotingis
- Corythaica
- Corythucha
- Dichocysta
- Dictyla
- Dictyonota
- Galeatus
- Gargaphia
- Hesperotingis
- Leptodictya
- Leptopharsa
- Leptoypha
- Melanorhopala
- Phymacysta
- Physatocheila
- Pseudacysta
- Stephanitis
- Teleonemia
- Tingis

## Galeria

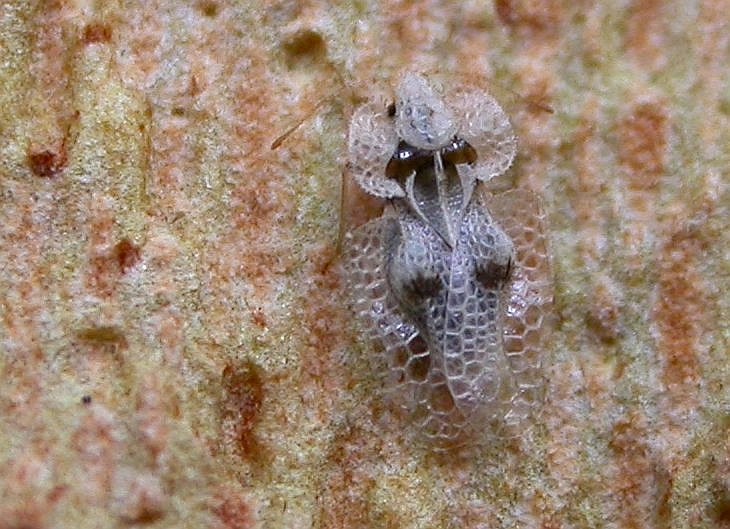
Corytucha ciliata